# UB-68
Pour les articles homonymes, voir UB68.

Logo du UB-68

UB-68 est un club de football groenlandais fondé en 1968 et basé à Uummannaq.

## Palmarès
- Championnat :
  - Néant
- Championnat féminin :
  - second : 1991, 1996, 2001
  - troisième : 1989, 1992, 1997, 1998, 2002